# Moderní doba
Moderní doba (anglicky Modern Times) je poslední němý film Charlieho Chaplina z roku 1936. Hraje v něm hlavní roli, film režíroval, napsal, i k němu složil vlastní hudbu. Kromě několika povelů ředitele továrny a taneční scény v hostinci, kdy tulák Charlie zpívá, byl film natočen bez dialogů. Chaplin totiž tvrdil, že zvuk ve filmu zničil umění pantomimy a klauniády. Jeho partnerkou ve filmu byla půvabná herečka Paulette Goddardová, s kterou se záhy oženil. Moderní doba patří k nejlepším komediím americké kinematografie 30. let. Tato sociálně satirická komedie provokuje k přemýšlení o problémech, které s sebou přináší kapitalismus (odlidštěnost v mezilidských vztazích, chudobu, nezaměstnanost, bezdomovectví). Tento Chaplinův dlouhometrážní film je stále aktuální. Za zmínku stojí i promyšlená struktura gagů a komických situací ve filmu.

## Synopse

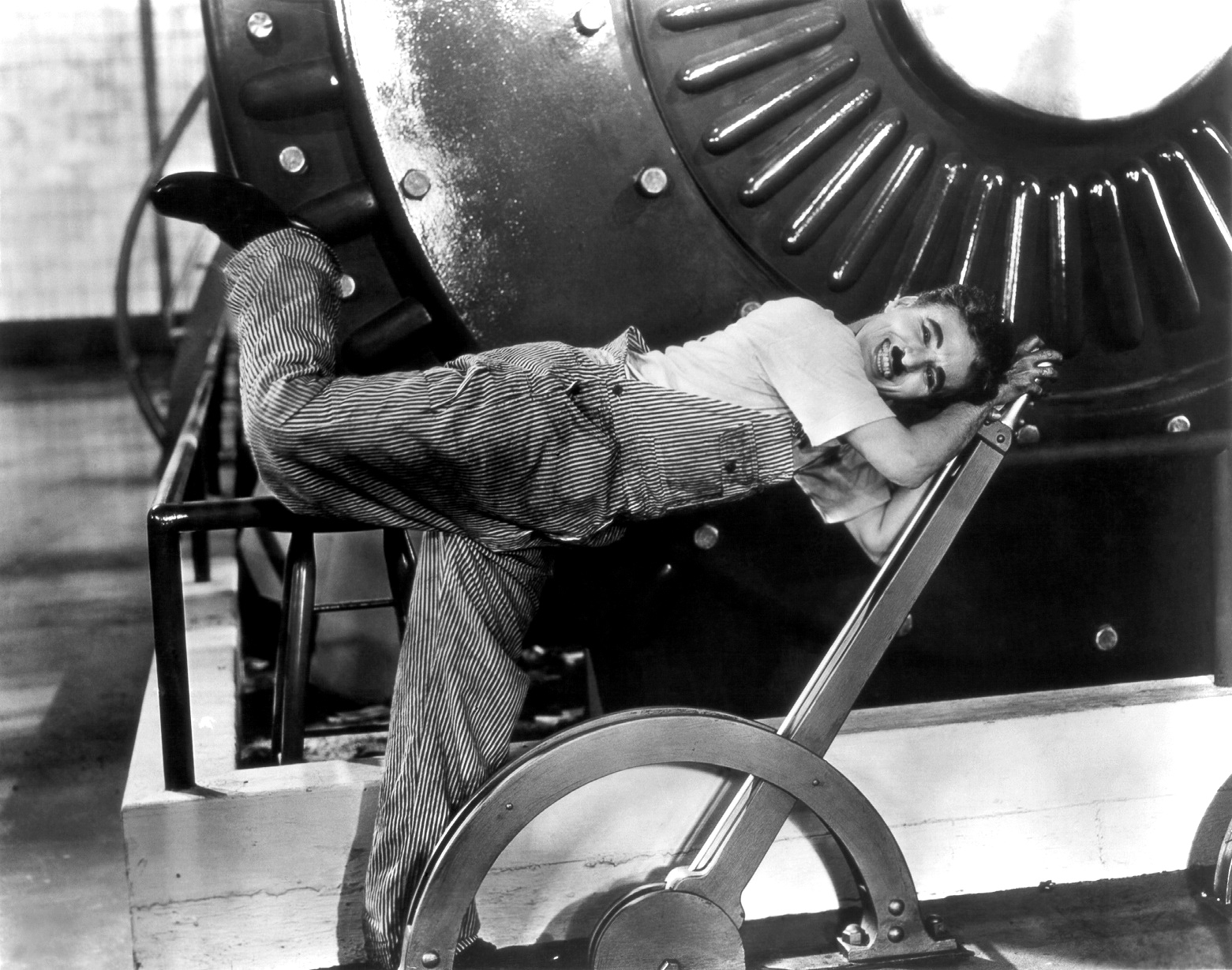
Scéna z filmu

Charlie Chaplin ve své typické roli tuláka zpočátku pracuje jako dotahovač šroubů v továrně, to ale nedělá dobře jeho duševnímu zdraví a tak je odvezen na psychiatrii. Po návratu nachází továrnu zavřenou, při mávání rudou vlajkou je považován za komunistu a zavřen. Ve vězení pomáhá překonat vzpouru, je propuštěn a šerifem doporučen k zaměstnání. Tam se mu ale nedaří a tak se rozhoduje vrátit do vězení - nechá se zatknout. V policejním autě potkává krásnou dívku - sirotka, která musí kradením živit sebe i rodinu. Protože se do ní zamiloval, utíkají spolu. Nechává se najmout jako noční hlídač v obchodu, kde poté přespávají a tulák je opět zatčen. Po propuštění si pár nachází dům, tulák je opět zaměstnán v továrně, kde se mu nedaří a po stávce znovu zatčen. Po propuštění jsou oba zaměstnáni v kavárně, kam přichází policie zatknout dívku. Daří se jim ale uprchnout a vydávají se po silnici kamsi do dálky - do budoucnosti.